# Freda Meissner-Blau

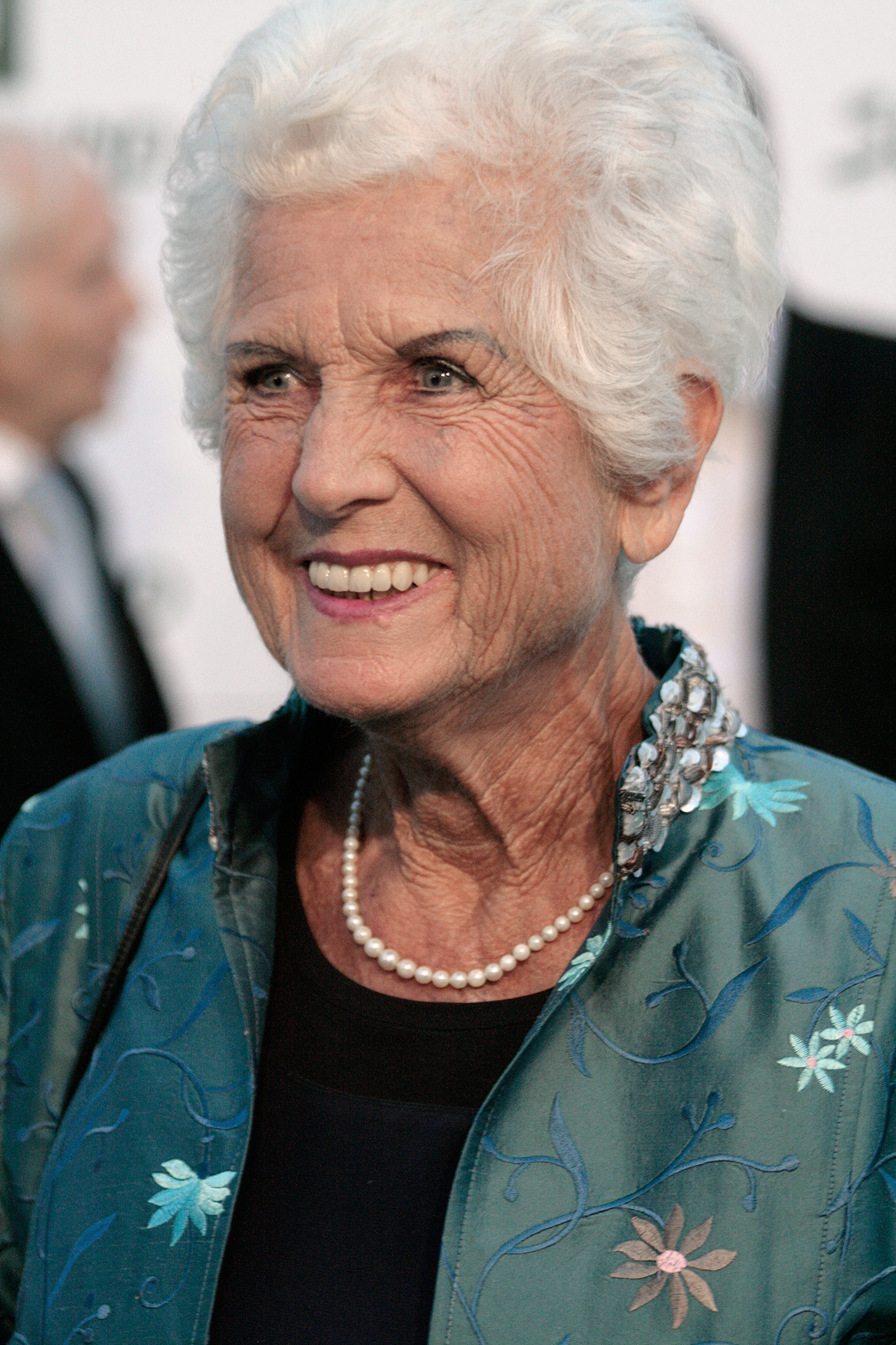
Freda Meissner-Blau (2009)

Freda Meissner-Blau, 1970 bis 1988 Freda Blau-Meissner, bis 1953 gebürtig Freda Meissner oder Meißner (* 11. März 1927 in Dresden, Deutschland; † 22. Dezember 2015 in Wien), war eine österreichische Politikerin. Sie galt als Galionsfigur der österreichischen Ökologiebewegung und war 1986 die erste Vorsitzende der Partei Die Grünen – Die Grüne Alternative.

## Leben

### Kindheit – Eltern – Ausbildung
Freda Meissner (Meißner), aus einer altösterreichischen Offiziers- und Industriellenfamilie stammend, wurde 1927 als jüngstes von vier Kindern in Dresden geboren. Ihre Mutter, Mimi Stiepel, Tochter des k.k. Kommerzialrats Wilhelm von Stiepel in Reichenberg, heiratete am 23. April 1916 in Pilsen Fredas Vater Ferdinand Meißner, Sohn des k.k. Obersten Rudolf Meißner (ab 18. März 1917: Rudolf Meißner von Hohenmeiß). Ihre ersten drei Lebensjahre verbrachte sie mit ihrer Familie im Heimatort Reichenberg (Nordböhmen), von wo sie zuerst nach Linz und im Sommer 1938 nach dem „Anschluss“ Österreichs weiter nach Wien übersiedelten. Der Vater Ferdinand Meißner wirkte später als Nationalökonom und Journalist. Er schrieb Artikel gegen das Nazi-Regime, wurde daraufhin als „Volksschädling“ gebrandmarkt und emigrierte 1939 nach Großbritannien. Um der drohenden Sippenhaft zu entgehen, wurde die Ehe geschieden, die Familie zog um nach Reichenberg im Sudetengau, wo Freda Meissner den in Wien begonnenen Mittelschulbesuch fortsetzte. Mit 17 Jahren floh sie vor der Sowjetarmee nach Dresden, wo sie die Bombardierung der Stadt aus nächster Nähe miterlebte. Diese Erfahrungen ließen sie den Entschluss fassen, sich mit ganzer Kraft für das friedliche Zusammenleben der Menschen einzusetzen. 1947 ging sie zurück nach Wien. Mit einem Kriegsmaturazeugnis begann sie Publizistik und Journalistik zu studieren und nebenher für die amerikanische Besatzungsmacht zu arbeiten. Im gleichen Jahr reiste sie nach Großbritannien, um ihren Vater zu besuchen, absolvierte dort eine Krankenschwesternausbildung und inskribierte sich schließlich in Frankfurt am Main in Medizin. Dort lernte sie Georges de Pawloff kennen, der für die französische Besatzungsmacht arbeitete. 1953 heirateten die beiden.

### Weltreisen – die Globetrotterin
Die nächste Station der Globetrotterin war Zentralafrika, im damaligen Belgisch-Kongo arbeiteten sie und ihr Mann für eine deutsche Firma. 1954 wurde dort ihr erstes Kind, Ted Oliver, geboren. Ein weiteres einschneidendes Erlebnis stellte für sie während ihres dreijährigen Aufenthaltes in Belgisch-Kongo der blutige Kampf der einheimischen Bevölkerung gegen die Kolonialherrschaft dar. Ihr späteres Engagement für die Dritte Welt und damit einhergehend ihr Kampf für eine gerechtere Weltordnung wurzelt in den prägenden Erlebnissen dieser Zeit.
Nach ihrer Rückkehr nach Europa wurde Meissner Mitarbeiterin in der Sozialwissenschaftlichen Abteilung der UNESCO in Paris. Nebenbei übersetzte sie Angebote französischer Konzerne zum Thema Errichtung von Kernkraftwerken. Das veranlasste sie dazu, sich näher mit der zivilen Atomkraftnutzung zu beschäftigen, wodurch sie zu einer Atomkraftgegnerin wurde und allmählich in die Rolle einer Vorkämpferin für die Ökologiebewegung hineinwuchs.
1962 übersiedelte sie abermals mit ihrer Familie, diesmal zurück nach Wien. Ihr Ehemann arbeitete zu der Zeit bei der Internationalen Atomenergiebehörde in Wien. Sie wurde zur Generalsekretärin des kurz zuvor gegründeten Instituts für höhere Studien (IHS) bestellt (1962–1968). Ab 1967 war sie unter Direktor Ernst Florian Winter tätig. Sie beeinflusste und prägte unter anderem Anton Pelinka, Traudl Brandstaller, Peter Gerlich und Helmut Kramer.
Ihre Zwillinge Nicolas und Aleksandra wurden 1963 geboren.
Sie übersiedelte 1968 erneut nach Paris, wo sie sich mit den wichtigsten Anliegen der Studentenrevolten, dem Kampf gegen autoritäre Strukturen und Hierarchien sowie dem Kampf für mehr Demokratie und für Frauenrechte, identifizierte.
Ihre Ehe zerbrach an politischen Meinungsverschiedenheiten. 1970 heiratete sie Paul Blau. Blau war journalistisch tätig und engagierte sich in der Gewerkschaftsbewegung. Von 1967 bis 1970 war er Chefredakteur der in Wien erscheinenden Arbeiter-Zeitung. Beide Eheleute waren sich hinsichtlich ihres politischen und ökologischen Engagements sowie ihrer Ideen und Ziele einig.

### Rückkehr nach Wien
1972 kehrten die beiden nach Wien zurück, Meissner-Blau wurde Bildungsreferentin der ÖMV, hielt Fortbildungsseminare für junge Arbeiter und kam so in Kontakt mit sozialdemokratischen Politikern und trat schließlich der SPÖ bei. Durch das zunehmende Umweltbewusstsein und die damit einhergehende Verstärkung des Themas durch die Medien entstand eine breitere Bewegung für Umweltschutz und gegen Atomenergie in Europa. Auch in Österreich bildete sich eine Front gegen die Atomvorhaben der damaligen Regierung. Freda Meissner-Blau gehörte damals zu den Vordenkerinnen und Sprecherinnen der umweltpolitischen Widerstandsbewegung(en).
Durch eine Volksabstimmung am 5. November 1978 wurde die Inbetriebnahme des Kernkraftwerks Zwentendorf verhindert und die Ökologiebewegung Österreichs verzeichnete einen ermutigenden Erfolg. Im Jahr 1984 beim Kampf um die Hainburger Au war Meissner-Blau abermals eine der wichtigsten Mitstreiterinnen. Im Vorfeld der Besetzung der Au war sie auch unter den Teilnehmern der Pressekonferenz der Tiere. Verhandlungen mit der Regierung, an denen auch Meissner-Blau teilnahm, schienen zuerst erfolglos, durch den entschlossenen Kampf und direkte Aktionen musste die Regierung den Kraftwerksbau jedoch ad acta legen.

### Politische Karriere
Nach den Erfolgen in Zwentendorf und Hainburg wurde Meissner-Blau zunehmend bekannter und ließ sich dazu überreden, sich im Frühjahr 1986 als Kandidatin für das Amt der Bundespräsidentin für die grüne Bewegung aufstellen zu lassen. Hauptgrund war das Antreten des rechtsextremen FP-Politikers Otto Scrinzi. Sie unterlag jedoch im ersten Wahlgang mit 5,5 Prozent gegen Kurt Waldheim (49,6 %) und Kurt Steyrer (43,7 %). Nach heftigen Grabenkämpfen zwischen konservativen und progressiven Gruppierungen innerhalb der Ökologiebewegung entstand 1986 die Partei Grüne Alternative. Meissner-Blau trat als Spitzenkandidatin zur Nationalratswahl 1986 an, erreichte 4,8 Prozent und ein Grundmandat in Niederösterreich und zog dadurch mit sieben Männern aus ihrer Partei ins Parlament ein. Trotz ihrer Forderung einer geschlechterparitätischen Aufteilung kam es zu keiner ausgeglichenen Verteilung der Geschlechter innerhalb des grünen Parlamentsklubs. Meissner-Blau wurde jedoch Klubobfrau. Nachdem sich die Fraktion 1988 konsolidiert hatte, legte Meissner-Blau am 6. Dezember 1988 ihr Mandat nieder. Der Erfolg der Grünen in Österreich ist eng mit Meissner-Blau verbunden.
Unter dem Vorsitz von Meissner-Blau und Gerhard Oberschlick fand im Juni 1995 das Internationale Menschenrechtstribunal, in dem die Republik Österreich symbolisch der Verletzung der Menschenrechte homo-, bi- und transsexueller Menschen schuldig befunden wurde, in Wien statt.
Nach dem Ausscheiden aus der Politik arbeitete Meissner-Blau für internationale Gremien, war als Schriftstellerin tätig und hielt viele Vorträge. Während der 90er Jahre setzte sie sich kritisch mit dem EU-Beitritt Österreichs auseinander. Im Jahr 1998 schrieb sie, da in der EU die Großkonzerne und die Zentralbank die Wirtschaftspolitik aller Mitgliedstaaten in einer Weise dominierten, welche der Umwelt schade und zum Abbau der Demokratie führe, halte sie es für wahrscheinlich, „dass die EU eines Tages an sich selbst zugrunde geht. Oder sich grundlegend ändern muss … zu einer Föderation autonomer Staaten.“
Meissner-Blau setzte sich gegen den Bau der atomaren Wiederaufarbeitungsanlage Wackersdorf in Bayern ein und trat 1988 beim Anhörungsverfahren in Neunburg vorm Wald auf, um die österreichischen Einwendungen zu unterstützen.
1999 musste sie sich einer Herztransplantation unterziehen. Ihr Ehemann Paul Blau starb am 27. Oktober 2005.
2013 unterstützte Freda Meissner-Blau im Nationalratswahlkampf die progressive Partei Wandel.
Freda Meissner-Blau starb am 22. Dezember 2015 im 89. Lebensjahr. Bei der Abschiedsfeier am 11. Jänner 2016 in der Aufbahrungshalle der Feuerhalle Simmering sprach neben ihren nächsten Angehörigen auch Bundespräsident Heinz Fischer.
Im Jahr 2017 wurde in Wien Innere Stadt (1. Bezirk) die Freda-Meissner-Blau-Promenade nach ihr benannt.
Im Jahr 2019 wurde die neu gegründete Parteiakademie der Grünen Freda – die Grüne Zukunftsakademie nach ihr benannt.

## Auszeichnungen
- 1991: Konrad-Lorenz-Preis
- 2005: Globart Award
- 2007: Nuclear-Free Future Award (Ehrenpreis für Lebenswerk)
- 2009: Save the World Award
- 2014: Käthe-Leichter-Preis für ihr Lebenswerk
- 2014: Concordia-Preis für ihr Lebenswerk

## Veröffentlichungen
- Freda Meissner-Blau: Die Frage bleibt. 88 Lern- und Wanderjahre. Im Gespräch mit Gert Dressel. Amalthea Signum Verlag, Wien 2014, ISBN 978-3-85002-897-4